# Кир-Мамшак
Кир-Мамша́к (укр. Кир-Мамшак, крымскотат. Qır Mamşaq, Къыр Мамшакъ) — исчезнувшее село в Первомайском районе Республики Крым, располагавшееся в центральной части района, в степной части Крыма, примерно в 3,5 километрах к северо-востоку от современного села Войково.

### Динамика численности населения
- 1805 год — 92 чел.[5]
- 1889 год — 30 чел.[6]
- 1900 год — 9 чел.[7]
- 1915 год — —/14 чел.[8][9]
- 1926 год — 40 чел.[10]

## История
Первое документальное упоминание села встречается в Камеральном Описании Крыма… 1784 года, судя по которому, в последний период Крымского ханства Кыр-Мамичак входил в Караул кадылык Перекопского каймаканства.
После присоединения Крыма к России (8) 19 апреля 1783 года, (8) 19 февраля 1784 года, именным указом Екатерины II сенату, на территории бывшего Крымского Ханства была образована Таврическая область и деревня была приписана к Перекопскому уезду. После Павловских реформ, с 1796 по 1802 год, входила в Акмечетский уезд Новороссийской губернии. По новому административному делению, после создания 8 (20) октября 1802 года Таврической губернии, Кир-Мамшак был включён в состав Кучук-Кабачской волости Перекопского уезда.
По Ведомости о всех селениях в Перекопском уезде состоящих с показанием в которой волости сколько числом дворов и душ… от 21 октября 1805 года в деревне Мамшак числилось 14 дворов и 92 жителя, исключительно крымских татар. На военно-топографической карте генерал-майора Мухина 1817 года деревня Кирмамшак обозначена с 14 дворами. После реформы волостного деления 1829 года деревню, согласно «Ведомости о казённых волостях Таврической губернии 1829 года» отнесли к Агъярской волости (переименованной из Кучук-Кабачской). На карте 1836 года в деревне 20 дворов, как и на карте 1842 года.
В 1860-х годах, после земской реформы Александра II, деревню приписали к Григорьевской волости того же уезда. Согласно «Памятной книжке Таврической губернии за 1867 год», деревня стояла покинутая, ввиду эмиграции крымских татар, особенно массовой после Крымской войны 1853—1856 годов, в Турцию. На карте Шуберта 1865 года селение ещё обозначено, то на карте с корректурой 1876 года его уже нет. В «Памятной книге Таврической губернии 1889 года» по результатам Х ревизии 1887 года записан Кир-Мамшак, уже с 4 дворами и 30 жителями.
После земской реформы 1890 года деревню отнесли к Александровской волости, но в «…Памятной книжке Таврической губернии на 1892 год» она не записана. По «…Памятной книжке Таврической губернии на 1900 год» в Кир-Мамшаке, находящемся в частном владении некоего Кирьякулова и приписанном напрямую к волости, числилось 9 жителей в 2 дворах. По Статистическому справочнику Таврической губернии. Ч.II-я. Статистический очерк, выпуск пятый Перекопский уезд, 1915 год, на хуторе Кир-Мамшак Александровской волости Перекопского уезда числилось 2 двора (оба с землёй) с русским населением без приписных жителей, но с 14 — «посторонними», из которых 6 мужчин и 8 женщин. Жители владели 550 десятинами удобной земли. В хозяйствах имелось 5 лошадей, 40 волов, 5 коров и 610 голов мелкого скота.
После установления в Крыму Советской власти и учреждения 18 октября 1921 года Крымской АССР, в составе Джанкойского уезда был образован Курманский район, в состав которого включили село. В 1922 году уезды получили название округов. 11 октября 1923 года, согласно постановлению ВЦИК, в административное деление Крымской АССР были внесены изменения, в результате которых был ликвидирован Курманский район и село включили в состав Джанкойского. Согласно Списку населённых пунктов Крымской АССР по Всесоюзной переписи 17 декабря 1926 года, в селе Кир-Мамшак, Акчоринского (русского) сельсовета Джанкойского района, числилось 10 дворов, все крестьянские, население составляло 40 человек, из них 33 украинца, 4 русских, 1 немец, 2 записаны в графе «прочие». Постановлением ВЦИК РСФСР от 30 октября 1930 года был создан Фрайдорфский еврейский национальный район (переименованный указом Президиума Верховного Совета РСФСР № 621/6 от 14 декабря 1944 года в Новосёловский) (по другим данным 15 сентября 1931 года) и село включили в его состав, а после разукрупнения в 1935-м и образования также еврейского национального Лариндорфского (с 1944 — Первомайский), село переподчинили новому району. Селение ещё обозначено на километровой карте Генштаба 1941 года, в дальнейшем в доступных документах не встречается.